# 遠州芝本站

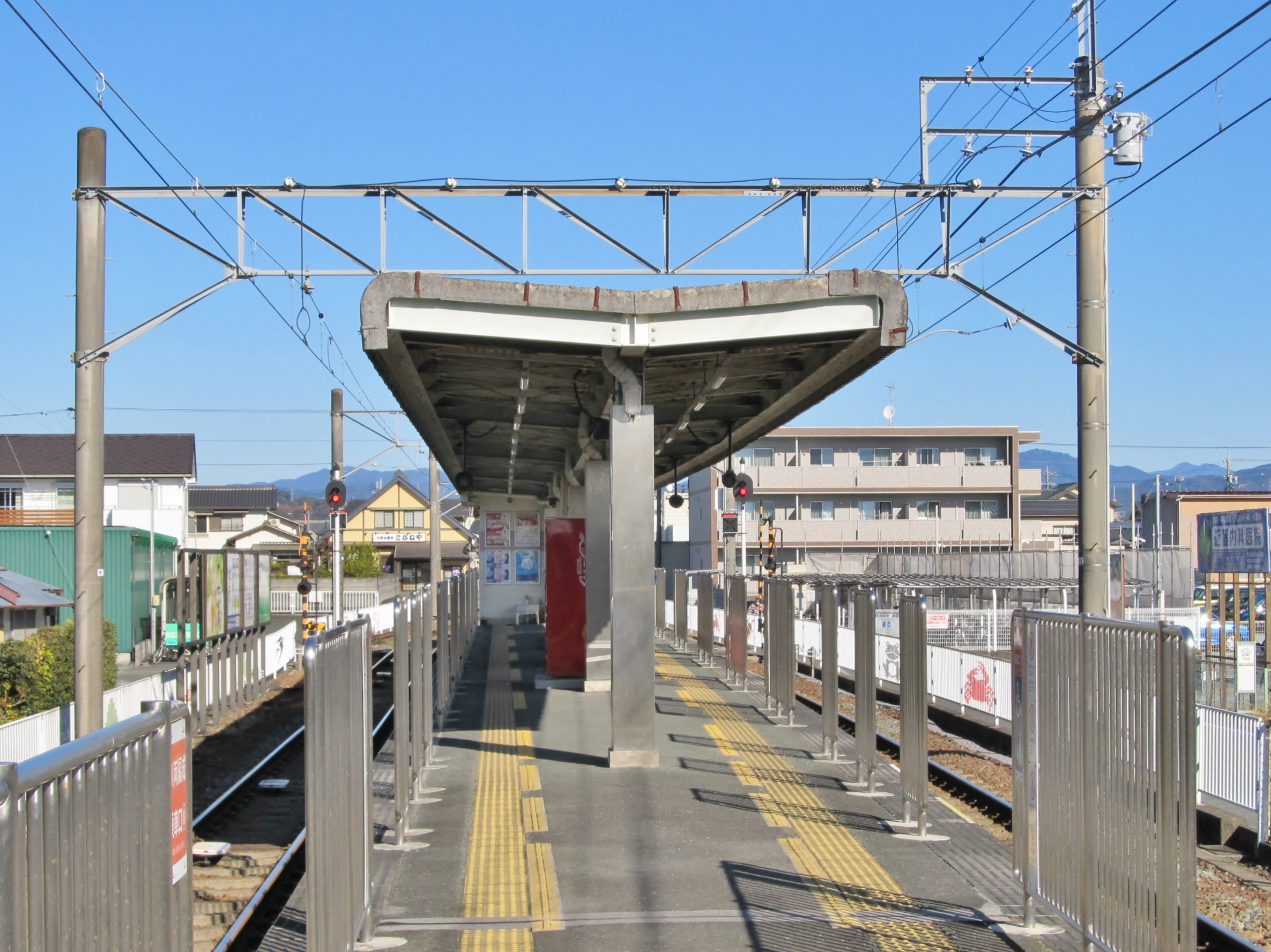
月台（2025年1月）

遠州芝本站（日语：／ Enshū-Shibamoto eki */?）是位於靜岡縣濱松市濱名區於呂，屬於遠州鐵道的鐵道線車站。車站編號為16。

## 歷史

### 站名的由來
本站在啟用時位於濱名郡赤佐村大字於呂，因此其暫時名稱為於呂站。後來由於車站周邊比較常用「芝本鄉」稱呼此站，因此正式改名為芝本站。

### 年表
- 1909年12月6日：芝本站啟用。
- 1923年4月1日：車站改名為遠州芝本站。
- 1936年12月21日：車站遷移至靠近岩水寺站一方，當時車站設有1面1線的單式月台。
- 1937年：車站暫停營業。
- 1946年11月1日：車站重新營業。
- 1990年12月1日：車站向南遷移約110米，當時車站設有1面2線的島式月台。
- 2009年春：隨著進行高架化工程，此站至遠州小林站之間使用臨時路軌。
- 2011年10月13日：隨著進行交通立體化工程，此站與遠州芝本站之間高架化。

## 車站構造
此站是地面車站，設有1面2線的島式月台。此站是全日無人車站，日間設有列車進行列車交會。此站的正式名稱中帶有「遠州」二字，但是在各種標示和車內廣播中會省略「遠州」兩字，只會標示「芝本站」。

### 月台
| 月台 | 路線            | 上下行 | 方向             |
| ---- | --------------- | ------ | ---------------- |
| 西邊 | ■遠州鐵道鐵道線 | 下行   | 西鹿島方向       |
| 東邊 | ■遠州鐵道鐵道線 | 上行   | 曳馬、新濱松方向 |

## 使用狀況
在2018年度（平成30年度）的總乘車人次為249,865人（18座車站中排名第17），下車人次為247,867人（18座車站中排名第17）。
以下為不同年度的乘車人次和下車人次：
| 一年總間乘車人次和下車人次彎化 | 一年總間乘車人次和下車人次彎化 | 一年總間乘車人次和下車人次彎化 | 一年總間乘車人次和下車人次彎化 |
| 年度                           | 遠州鐵道                       | 遠州鐵道                       | 參考資料、備註                 |
| 年度                           | 乘車人次                       | 下車人次                       | 參考資料、備註                 |
| ------------------------------ | ------------------------------ | ------------------------------ | ------------------------------ |
| 1980年度（昭和55年度）         | 247,482 人                     | 252,788 人                     | [ 2 ]                          |
| 1981年度（昭和56年度）         | 226,790 人                     | 249,682 人                     | [ 3 ]                          |
| 1982年度（昭和57年度）         | 228,588 人                     | 254,881 人                     | [ 4 ]                          |
| 1983年度（昭和58年度）         | 223,759 人                     | 235,519 人                     | [ 5 ]                          |
| 1984年度（昭和59年度）         | 210,731 人                     | 233,673 人                     | [ 6 ]                          |
| 1985年度（昭和60年度）         | 199,401 人                     | 224,608 人                     | [ 7 ]                          |
| 1986年度（昭和61年度）         | 210,658 人                     | 237,170 人                     | [ 8 ]                          |
| 1987年度（昭和62年度）         | 214,826 人                     | 237,593 人                     | [ 9 ]                          |
| 1988年度（昭和63年度）         | 224,791 人                     | 248,411 人                     | [ 10 ]                         |
| 1989年度（平成元年度）         | 230,082 人                     | 252,586 人                     | [ 11 ]                         |
| 1990年度（平成2年度）          | 249,171 人                     | 260,315 人                     | [ 12 ]                         |
| 1991年度（平成3年度）          | 256,972 人                     | 265,409 人                     | [ 13 ]                         |
| 1992年度（平成4年度）          | 260,349 人                     | 269,380 人                     | [ 14 ]                         |
| 1993年度（平成5年度）          | 259,676 人                     | 266,068 人                     | [ 15 ]                         |
| 1994年度（平成6年度）          | 252,048 人                     | 259,455 人                     | [ 16 ]                         |
| 1995年度（平成7年度）          | 249,844 人                     | 256,939 人                     | [ 17 ]                         |
| 1996年度（平成8年度）          | 241,349 人                     | 248,204 人                     | [ 18 ]                         |
| 1997年度（平成9年度）          | 240,383 人                     | 248,564 人                     | [ 19 ]                         |
| 1998年度（平成10年度）         | 240,075 人                     | 238,886 人                     | [ 20 ]                         |
| 1999年度（平成11年度）         | 229,579 人                     | 232,356 人                     | [ 21 ]                         |
| 2000年度（平成12年度）         | 243,700 人                     | 246,949 人                     | [ 22 ]                         |
| 2001年度（平成13年度）         | 245,566 人                     | 248,340 人                     | [ 23 ]                         |
| 2002年度（平成14年度）         | 231,038 人                     | 232,965 人                     | [ 24 ]                         |
| 2003年度（平成15年度）         | 217,169 人                     | 219,258 人                     | [ 25 ]                         |
| 2004年度（平成16年度）         | 222,879 人                     | 228,100 人                     | [ 26 ]                         |
| 2005年度（平成17年度）         | 230,935 人                     | 230,523 人                     | [ 27 ]                         |
| 2006年度（平成18年度）         | 235,299 人                     | 234,312 人                     | [ 28 ]                         |
| 2007年度（平成19年度）         | 240,277 人                     | 237,978 人                     | [ 29 ]                         |
| 2008年度（平成20年度）         | 234,002 人                     | 232,724 人                     | [ 30 ]                         |
| 2009年度（平成21年度）         | 226,387 人                     | 225,705 人                     | [ 31 ]                         |
| 2010年度（平成22年度）         | 228,569 人                     | 226,489 人                     | [ 32 ]                         |
| 2011年度（平成23年度）         | 225,561 人                     | 225,936 人                     | [ 33 ]                         |
| 2012年度（平成24年度）         | 230,400 人                     | 229,320 人                     | [ 34 ]                         |
| 2013年度（平成25年度）         | 227,078 人                     | 226,507 人                     | [ 35 ]                         |
| 2014年度（平成26年度）         | 231,882 人                     | 231,566 人                     | [ 36 ]                         |
| 2015年度（平成27年度）         | 230,592 人                     | 229,928 人                     | [ 37 ]                         |
| 2016年度（平成28年度）         | 233,737 人                     | 232,289 人                     | [ 38 ]                         |
| 2017年度（平成29年度）         | 240,215 人                     | 237,546 人                     | [ 39 ]                         |
| 2018年度（平成30年度）         | 249,865 人                     | 247,867 人                     | [ 1 ]                          |

## 車站周邊
車站東邊設有由濱松市建設的迴旋路。
- 彥助堤
- 靜岡縣立濱北特別支援學校（日语：静岡県立浜北特別支援学校）
- 濱松市立濱北北部中學
- 柴本保育園
- 醫療法人社團三誠會 北斗若葉醫院
- 濱名湖啤酒廠（手工啤酒餐廳）
- 國道152號（日语：国道152号）

## 巴士路線
站前設有由濱松市營運的濱北社區巴士「芝本站」巴士站，以下路線只於星期二、四、六行走。
- 赤佐中瀨線（中瀨公民館、日赤醫院（日语：浜松赤十字病院）方向，岩水寺、西鹿島站、職業訓練中心方向）

## 相鄰車站
遠州鐵道
■鐵道線
遠州小林（15）－遠州芝本（16）－遠州岩水寺（17）

## 注腳
1. 1 2  《靜岡縣統計年鑑 平成30年》 運輸・通信 鉄道運輸状況 （页面存档备份，存于）（日語）
2. ↑  《靜岡縣統計年鑑 昭和55年》 NDL 82024736 pp. 287-289
3. ↑  《靜岡縣統計年鑑 昭和56年》 NDL 83020918 pp. 287-289
4. ↑  《靜岡縣統計年鑑 昭和57年》 NDL 84021214 pp. 279-281
5. ↑  《靜岡縣統計年鑑 昭和58年》 NDL 85042552 pp. 279-281
6. ↑  《靜岡縣統計年鑑 昭和59年》 書誌情報 （页面存档备份，存于） pp. 279-281
7. ↑  《靜岡縣統計年鑑 昭和60年》 運輸・通信 私鉄運輸状況 （页面存档备份，存于）（日語）
8. ↑  《靜岡縣統計年鑑 昭和61年》 運輸・通信 私鉄運輸状況 （页面存档备份，存于）（日語）
9. ↑  《靜岡縣統計年鑑 昭和62年》 運輸・通信 鉄道運輸状況 （页面存档备份，存于）（日語）
10. ↑  《靜岡縣統計年鑑 昭和63年》 運輸・通信 鉄道運輸状況 （页面存档备份，存于）（日語）
11. ↑  《靜岡縣統計年鑑 平成元年》 運輸・通信 鉄道運輸状況 （页面存档备份，存于）（日語）
12. ↑  《靜岡縣統計年鑑 平成2年》 運輸・通信 鉄道運輸状況 （页面存档备份，存于）（日語）
13. ↑  《靜岡縣統計年鑑 平成3年》 運輸・通信 鉄道運輸状況 （页面存档备份，存于）（日語）
14. ↑  《靜岡縣統計年鑑 平成4年》 運輸・通信 鉄道運輸状況 （页面存档备份，存于）（日語）
15. ↑  《靜岡縣統計年鑑 平成5年》 運輸・通信 鉄道運輸状況 （页面存档备份，存于）（日語）
16. ↑  《靜岡縣統計年鑑 平成6年》 運輸・通信 鉄道運輸状況 （页面存档备份，存于）（日語）
17. ↑  《靜岡縣統計年鑑 平成7年》 運輸・通信 鉄道運輸状況 （页面存档备份，存于）（日語）
18. ↑  《靜岡縣統計年鑑 平成8年》 運輸・通信 鉄道運輸状況 （页面存档备份，存于）（日語）
19. ↑  《靜岡縣統計年鑑 平成9年》 運輸・通信 鉄道運輸状況 （页面存档备份，存于）（日語）
20. ↑  《靜岡縣統計年鑑 平成10年》 運輸・通信 鉄道運輸状況 （页面存档备份，存于）（日語）
21. ↑  《靜岡縣統計年鑑 平成11年》 運輸・通信 鉄道運輸状況 （页面存档备份，存于）（日語）
22. ↑  《靜岡縣統計年鑑 平成12年》 運輸・通信 鉄道運輸状況 （页面存档备份，存于）（日語）
23. ↑  《靜岡縣統計年鑑 平成13年》 運輸・通信 鉄道運輸状況 （页面存档备份，存于）（日語）
24. ↑  《靜岡縣統計年鑑 平成14年》 運輸・通信 鉄道運輸状況 （页面存档备份，存于）（日語）
25. ↑  《靜岡縣統計年鑑 平成15年》 運輸・通信 鉄道運輸状況 （页面存档备份，存于）（日語）
26. ↑  《靜岡縣統計年鑑 平成16年》 運輸・通信 鉄道運輸状況 （页面存档备份，存于）（日語）
27. ↑  《靜岡縣統計年鑑 平成17年》 運輸・通信 鉄道運輸状況 （页面存档备份，存于）（日語）
28. ↑  《靜岡縣統計年鑑 平成18年》 運輸・通信 鉄道運輸状況 （页面存档备份，存于）（日語）
29. ↑  《靜岡縣統計年鑑 平成19年》 運輸・通信 鉄道運輸状況 （页面存档备份，存于）（日語）
30. ↑  《靜岡縣統計年鑑 平成20年》 運輸・通信 鉄道運輸状況 （页面存档备份，存于）（日語）
31. ↑  《靜岡縣統計年鑑 平成21年》 運輸・通信 鉄道運輸状況 （页面存档备份，存于）（日語）
32. ↑  《靜岡縣統計年鑑 平成22年》 運輸・通信 鉄道運輸状況 （页面存档备份，存于）（日語）
33. ↑  《靜岡縣統計年鑑 平成23年》 運輸・通信 鉄道運輸状況 （页面存档备份，存于）（日語）
34. ↑  《靜岡縣統計年鑑 平成24年》 運輸・通信 鉄道運輸状況 （页面存档备份，存于）（日語）
35. ↑  《靜岡縣統計年鑑 平成25年》 運輸・通信 鉄道運輸状況 （页面存档备份，存于）（日語）
36. ↑  《靜岡縣統計年鑑 平成26年》 運輸・通信 鉄道運輸状況 （页面存档备份，存于）（日語）
37. ↑  《靜岡縣統計年鑑 平成27年》 運輸・通信 鉄道運輸状況 （页面存档备份，存于）（日語）
38. ↑  《靜岡縣統計年鑑 平成28年》 運輸・通信 鉄道運輸状況 （页面存档备份，存于）（日語）
39. ↑  《靜岡縣統計年鑑 平成29年》 運輸・通信 鉄道運輸状況 （页面存档备份，存于）（日語）

## 外部連結
- 芝本（遠鐵電車各站資訊） （页面存档备份，存于）（日語）